# Westminster (Vermont, falu)
Westminster falu az USA Vermont államában, Windham megyében. Lakosainak száma 287 fő (2020. április 1.).

## Népesség
A település népességének változása:
| Lakosok száma | 276  | 291  | 287  |
|               | 2000 | 2010 | 2020 |